# Marie Marvingt

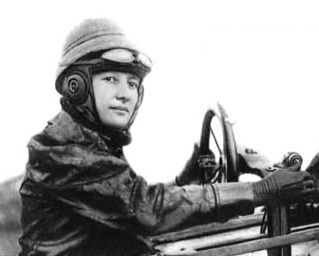
Marvingt (1912)

Marie Félicie Elisabeth Marvingt (* 20. Februar 1875 in Aurillac; † 14. Dezember 1963 in Laxou) war eine französische Pilotin, Krankenschwester und Sportlerin. Sie war die zweite Frau, die in Frankreich ihre Flugprüfung ablegte. Von ihr stammt der Einfall, Flugzeuge für die Rettung und medizinische Versorgung Verwundeter und Kranker aus der Luft einzusetzen.

## Leben
Marvingt nahm bereits als Elfjährige an Radrennen teil. 1900 war sie französische Schießmeisterin. 1908 wollte sie die Tour de France mitfahren. Da ihr dies wegen ihres Geschlechts verwehrt wurde, fuhr sie die ganze Strecke hinter dem Feld her. Da nur ein Drittel der Fahrer die ganze Tour überhaupt geschafft hatte, wäre sie im ersten Drittel angekommen. 1961, mit 86 Jahren, fuhr sie noch mit dem Rad an einem Tag von Nancy nach Paris (281 km). Sie war die erste Frau, die die höchsten Gipfel der Alpen bestieg.
Von Beruf war sie Krankenschwester, und neben der Fliegerei und dem Schießen fuhr sie Ski, spielte Golf, betrieb Eislaufen und Bergsteigen. Sie profilierte sich in all diesen Sportarten und erhielt 1910 – als einziger Mensch jemals – von der französischen Académie des Sports eine Medaille pour tous les sports (für alle Sportarten).
1909 legte sie die Prüfung als Ballonführerin ab und fuhr am 26. Oktober 1909 als erste Frau mit einem Ballon über die Nordsee nach England. 1910 machte sie als dritte Frau die Pilotenlizenz des Aéro-Club de France. Am 27. November 1910 gewann sie in Châlons-en-Champagne den Femina-Pokal (Coupe Fémina), „indem sie allein auf einem Antoinette-Eindecker unter der Aufsicht der Sportkommissäre einen schönen Flug von 53 Minuten ausführte. Die Leistung ist als ein offizieller Damenflugrekord anzusehen.“ Der Antoinette-Monoplan galt damals als ein „bekanntermaßen sehr schwer zu meisternde[r] Apparat“. 1911 gewann sie erneut den Coupe Fémina in Turin und stellte bei dieser Gelegenheit den Damenweltrekord im Weitfliegen auf (40 km). Im Magazin Collier’s schilderte sie 1911 ihre Erfahrungen in einem Gastbeitrag:

„Obwohl ich Anfängerin im Flugsport bin, habe ich doch schon eine recht stattliche Anzahl von Erfahrungen in der Luft gesammelt. […]  Eines Abends – es war gerade sehr ruhig – wurde ich als Schülerin Lathams zu Mourmelon mit dem Stampfen und Schlingern eines Apparats zu gleicher Zeit bekannt gemacht. Ich fühlte zum erstenmal die Kraft einer Luftströmung. […] Am Abend des 1. Oktober 1910 vollführte ich einen meiner besten Flüge. Ich flog zum erstenmal allein im Wind und in ziemlich heftigen Luftströmungen. Am Morgen des Tages, an dem ich mein Pilotenzeugnis erwarb, flog während des zweiten Versuches ein Zweidecker in ungefähr sechzig Meter Abstand von mir. Ich wich von meinem Kurse ab, um dem von seiner Schraube erzeugten Luftwirbel auszuweichen, und stieg auf achtzig Meter Höhe. […] Dies war der erste Flug, den ich allein mit meinem Antoinetteapparat am 4. September 1910 unternahm. Ich konnte den Apparat schon lange Zeit hindurch vollständig meistern, als ich noch mit meinem letzten Lehrer, Laffont, flog. Ich hatte so viel Selbstvertrauen, als eine Anfängerin überhaupt haben kann […]. Dieser neue Sport läßt sich mit keinem andern vergleichen und wird sicher einer der populärsten werden. Er läßt den Flieger die Sensation eines beseligenden Rausches empfinden.“

Von der Presse wurde Marie Marvingt fortan „erste Sportdame der Welt“ und „Braut der Gefahr“ genannt.

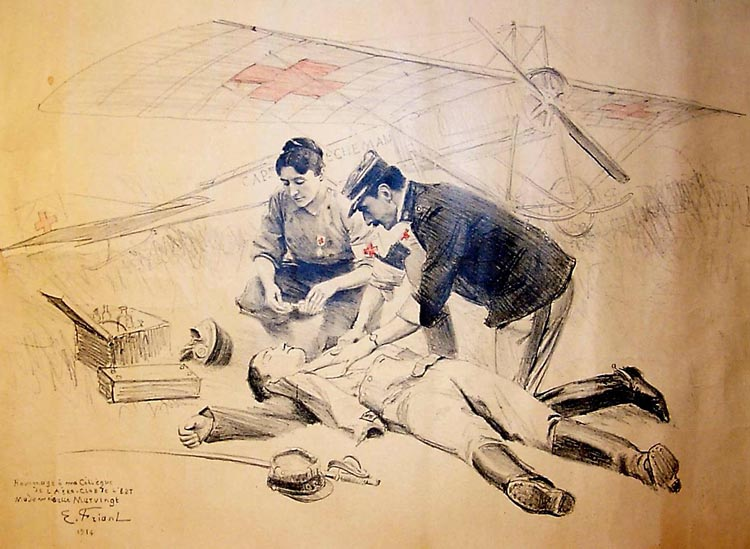
Zeitgenössische Darstellung ihrer Idee

im Jahr 1910 wandte sie sich erstmals mit ihrer Idee einer „Luftambulanz“, um Verletzte und Kranke aus der Luft zu versorgen, an die französischen Behörden. Da die französische Armeeleitung nichts von ihrem Vorschlag hielt, ließ sie 1912 in der Flugzeugfabrik Deperdussin eine Maschine nach ihren Plänen bauen und ausrüsten – der Betrieb ging jedoch in Konkurs, bevor das Projekt abgeschlossen war. 1914, bei Ausbruch des Ersten Weltkriegs, meldete sie sich freiwillig bei der französischen Armee als Krankenschwester. Wieder legte sie ihre Idee einer Luftambulanz dar und stieß damit erneut auf taube Ohren. 1915 beteiligte sie sich als Pilotin der französischen Luftwaffe bei Luftangriffen gegen den deutschen Fliegerhorst bei Metz.
Nach dem Krieg arbeitete sie als fliegende Kriegsreporterin in Nordafrika. Mit anderen gründete sie gemeinsam die Organisation Les Amies de l’Aviation Sanitaire (Freundinnen der Luftsanität). Sie hielt über 6000 Vorträge über ihre Idee. 1929 organisierte sie den ersten internationalen Kongress über Medizinische Aviatik. Die Organisation bildete Krankenschwestern, Ärzte und Piloten für Rettungseinsätze aus der Luft aus.

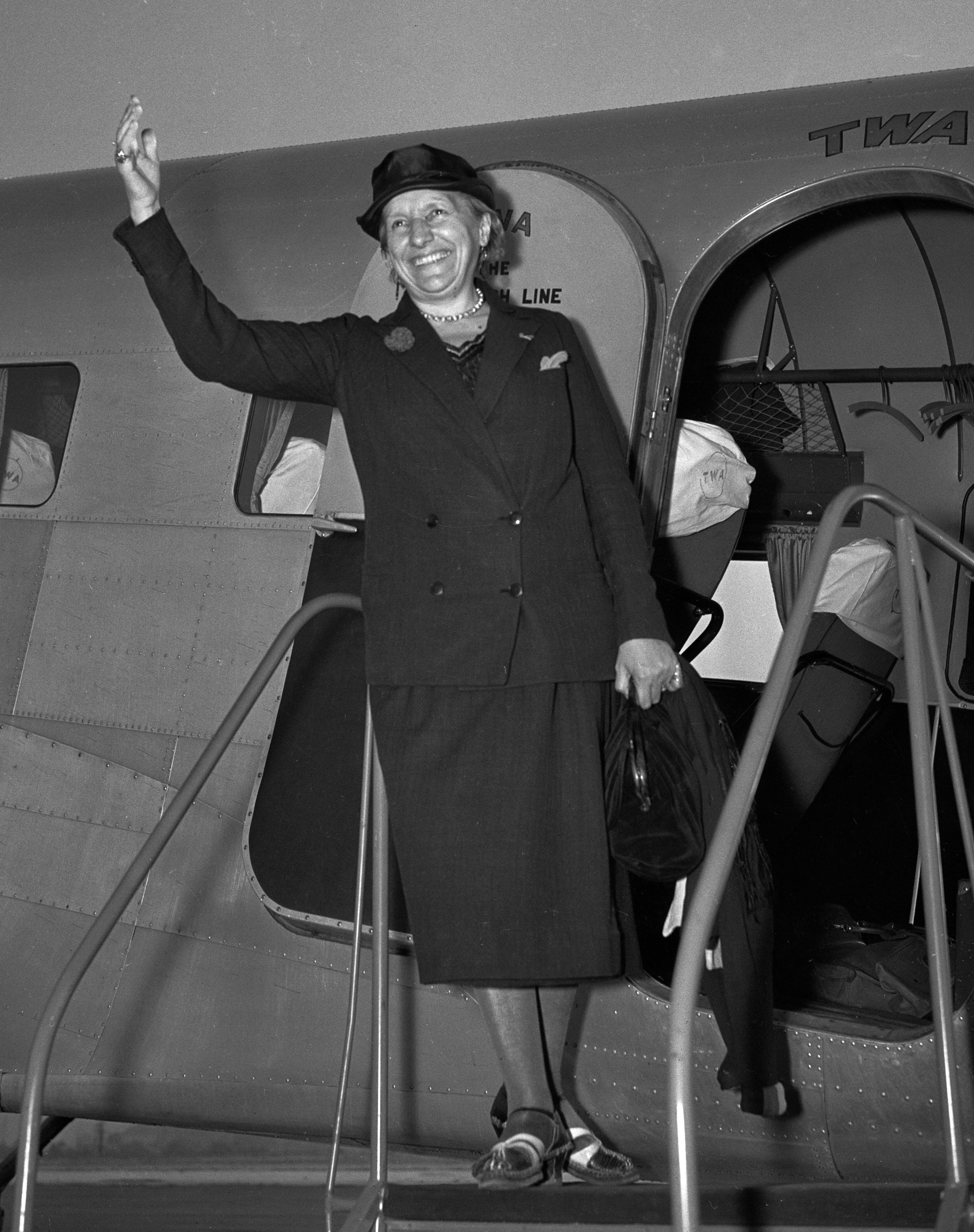
Marvingt auf einer Vortragsreise in den USA (1935)

Im Jahr 1934 ging die französische Regierung dann schließlich auf ihren Vorschlag ein. Marvingt wurde beauftragt, in Marokko einen zivilen Flugrettungsdienst einzurichten. Für diese Arbeit wurde sie später von der marokkanischen Regierung mit der Friedensmedaille geehrt. Während ihres Aufenthalts in Marokko drehte sie zwei Dokumentarfilme.
Außerdem erfand Marvingt den Metallski.
Für ihre Verdienste als Pilotin wurde Marie Marvingt 1934 in die französische Ehrenlegion aufgenommen und mit einem Ritterkreuz ausgezeichnet. 1949 erhielt sie das Offizierskreuz der Ehrenlegion.
1955 flog sie als 80-Jährige in einem amerikanischen Militärdüsenjäger mit. Im selben Jahr lernte sie, einen Hubschrauber zu fliegen.
Marvingt starb 1963 im Alter von 88 Jahren in einem Krankenhaus in Laxou.
Am 27. Juli 2022 wurde ihr zu Ehren das Fußballstadion in Le Mans in Stade Marie-Marvingt umbenannt.